# Rhaphidophora gorokensis
Rhaphidophora gorokensis är en kallaväxtart som beskrevs av Peter Charles Boyce. Rhaphidophora gorokensis ingår i släktet Rhaphidophora och familjen kallaväxter. Inga underarter finns listade.